# Cratere Loewy
Loewy è un cratere lunare di 22,45 km situato nella parte sud-occidentale della faccia visibile della Luna.